# 安里站
26°13′0.25″N 127°41′44.65″E / 26.2167361°N 127.6957361°E
安里站（日语：／ Asato eki */?）是位於日本沖繩縣那霸市安里2丁目的沖繩都市單軌電車線車站。
本站與鄰站牧志站的直線距離只有300m，以往未有建成較高的建築物時，可以直接望到對站，但隨著那霸市政府展開「牧志・安里再開發事業」工程，現時兩站間已不能再互相望見。

## 車站構造
- 島式月台雙線
- 有自動電梯的設備。

### 月台配置
| 月台 | 路線                | 目的地       |
| ---- | ------------------- | ------------ |
| 1    | ■沖繩都市單軌電車線 | 日子浦西方向 |
| 2    | ■沖繩都市單軌電車線 | 那霸機場方向 |

### 車站設備
- 投幣式儲物櫃
- 公共電話
- 自動售賣機（飲品）
- 廁所
- 單車停泊處-車站東、西面

## 歷史
- 1923年7月11日：沖繩縣營鐵路站開業。當時只是一個無人站。
- 1945年：沖繩打仗，舊安里站破壞。
- 2003年8月10日：車站啟用。

## 利用狀況
| 年度 | 1日平均乗車人數 |
| ---- | --------------- |
| 2003 | 1,479           |
| 2004 | 1,423           |
| 2005 | 1,733           |
| 2006 | 1,774           |
| 2007 | 1,758           |
| 2008 | 1,790           |
| 2009 | 1,815           |
| 2010 | 1,787           |
| 2011 | 1,837           |
| 2012 | 1,860           |

## 車站附近
- 榮町市場
- 前島藝術中心
- 壺屋陶瓷通
- 那覇市立壺屋燒物博物館
- 那覇市立真和志中學
- 那覇市立大道小學
- 大道郵局
- 沖繩銀行大道支店
- 國道330號（陶瓷通、安里分流道路）

車站附近開設了大量傳統沖繩的陶瓷製作「壺屋燒」的相關工房及設備。

## 巴士路線
安里站前巴士站 - 站西口，安里十字路口向け片方向
- 31線、泡瀬西線（東陽巴士）- 普天間、胡屋方面行き

姫百合橋巴士站 - 站南面 - 徒歩2分鐘
- 17線、石嶺（開南）線（那霸巴士）
- 30線、泡瀬東線（東陽巴士）- 設置在モノレール通
- 31線、泡瀬西線（東陽巴士）
- 55線、牧港線（琉球巴士交通）
- 112線、國體道路線（琉球巴士交通）

## 其他
- 列車到達時，會播放八重山民謠「安里屋（あさどや）ユンタ」的樂曲。

## 相鄰車站
沖繩都市單軌電車
■沖繩都市單軌電車線
牧志（9）－安里（10）－歌町（11）

## 外部連結
- 沖繩城市單軌電車 – 安里站（页面存档备份，存于）（日語）（英文）（繁體中文）（简体中文）